# Décomposition cellulaire
 (mars 2024).
En topologie géométrique, une décomposition cellulaire G d'une variété M est une décomposition de M comme l'union disjointe de cellules (espaces homéomorphes à n-boules B n ).
L'espace quotient M / G possède des points qui correspondent aux cellules de la décomposition. Il existe une application de M vers M / G, qui est munie de la topologie quotient. Une question fondamentale est de savoir si M est homéomorphe à M / G.

## Définition
Une décomposition cellulaire de {\displaystyle X} est un recouvrement ouvert de {\displaystyle {\mathcal {E}}},avec une fonction {\displaystyle {\text{deg}}:{\mathcal {E}}\to \mathbb {Z} } pour qui:
- Les cellules sont disjointes : pour tout {\displaystyle e,e'\in {\mathcal {E}}}, {\displaystyle e\cap e'=\varnothing }.
- Aucun ensemble n'a pour image un nombre négatif : {\displaystyle {\text{deg}}^{-1}(\{j\in \mathbb {Z} \mid j\leq -1\})=\varnothing }.
- Les cellules ressemblent à des boules : pour tout {\displaystyle n\in \mathbb {N} _{0}} et pour tout {\displaystyle e\in {\text{deg}}^{-1}(n)} il existe une fonction continue {\displaystyle \phi :B^{n}\to X} c'est un isomorphisme {\displaystyle {\text{int}}B^{n}\cong e} et aussi {\displaystyle \phi (\partial B^{n})\subseteq \bigcup {\text{deg}}^{-1}(n-1)}.

Un complexe cellulaire est une paire {\displaystyle (X,{\mathcal {E}})} où {\displaystyle X} est un espace topologique et {\displaystyle {\mathcal {E}}} est une décomposition cellulaire de {\displaystyle X}.

## Voir également
- Complexe CW